# Kenny Swain
Pour les articles homonymes, voir Swain.
Kenny Swain, de son nom complet Kenneth Swain, est un footballeur anglais né le 28 janvier 1952 à Birkenhead. Il évoluait au poste de défenseur.

## Biographie

### Joueur
Kenny Swain est formé au Wycombe Wanderers et débute en 1973.
En 1973, il rejoint le Chelsea FC et dispute ses premiers matchs de première division.
Après six saisons avec Chelsea, il est transféré à Aston Villa en 1978.
Swain est sacré Champion d'Angleterre avec Villa en 1981.
Lors de la campagne de Coupe des clubs champions 1981-1982, il dispute huit matchs dont la finale remportée 1-0 contre le Bayern Munich,.
Il rejoint Nottingham Forest en 1983.
En 1985, Swain devient joueur du Portsmouth FC.
Lors de la saison 1987-1988, il est prêté au West Bromwich Albion.
De 1988 à 1992, il est joueur du Crewe Alexandra, il raccroche les crampons ensuite.

### Entraîneur
Kenny Swain entreprend une carrière d'entraîneur après sa carrière.
Il entraîne le Wigan Athletic lors de la saison 1993-1994 et le Grimsby Town en 1996-1997.
Il entraîne également les équipes de jeunes anglais des moins de 16 ans et moins de 17 ans.

## Palmarès
Aston Villa
| - Championnat d'Angleterre (1) : - Champion : 1980-81. - Charity Shield (1) : - Champion : 1981. |  | - Coupe des clubs champions (1) : - Vainqueur : 1981-82. |